# Noah Persson
Noah Persson (* 16. Juli 2003 in Karlshamn) ist ein schwedischer Fußballspieler. Der linke Außenbahnspieler ist einmaliger schwedischer Nationalspieler und steht seit 2023 in der Schweiz beim BSC Young Boys unter Vertrag. In der Saison 2024/25 spielt er auf Leihbasis für den Grasshopper Club Zürich.

## Karriere

### Im Verein
In seiner Jugend spielte Persson bei Asarums IF, ehe er als 16-Jähriger in den Nachwuchs von Mjällby AIF wechselte. Nachdem er bereits einige Zeit mit der Profimannschaft des Vereins mittrainiert hatte, debütierte er dort kurz nach seinem 18. Geburtstag im August 2021 in der ersten schwedischen Liga und erhielt anschließend einen Profivertrag, woraufhin er dauerhaft in die erste Mannschaft aufrückte. Bereits zwei Monate später verlängerte der Verein Perssons Vertrag langfristig bis zum Jahresende 2025. Bis zum Ende der Saison am Jahresende kam er in der Liga insgesamt zu zehn Einsätzen, überwiegend nach Einwechslung in der Schlussphase der Spiele. In der folgenden Saison 2022 schaffte er den Durchbruch und konnte sich als Stammspieler auf der linken Außenbahn etablieren.
Vor Beginn der neuen schwedischen Saison verpflichtete ihn im Frühjahr 2023 der Schweizer Superligist BSC Young Boys, der ihn jedoch auf Leihbasis zunächst weiterhin in Mjällby beließ und den Wechsel erst im Sommer zum Beginn der Schweizer Saison 2023/24 vollzog. Bei den Bernern unterschrieb Persson einen Vierjahresvertrag bis zum Sommer 2027. Mit der Mannschaft wurde er am Ende seiner ersten Saison 2024 Schweizer Meister. Im September 2024 wechselte er innerhalb der Super League leihweise bis zum Saisonende zum Grasshopper Club Zürich.

### Nationalmannschaft
Seit November 2022 gehört Persson dem Kader der schwedischen U21-Nationalmannschaft an. Im Januar 2023 debütierte er darüber hinaus auch in der A-Nationalmannschaft seines Landes bei einem Freundschaftsspiel gegen Finnland, das er über die komplette Spieldauer bestritt. Dies blieb bisher jedoch sein einziges A-Länderspiel.